# Conradign Netzer
Pour les articles homonymes, voir Netzer.
Conradign Netzer, né le 2 août 1980, est un skieur acrobatique suisse spécialisé dans les épreuves de skicross, parallèlement il pratique également le ski alpin mais compte ses meilleures performances sportives dans la première discipline.
Au cours de sa carrière, il a disputé les Jeux olympiques d'hiver de 2010 et il a participé à trois mondiaux de ski acrobatique avec comme meilleur résultat une sixième place en 2011 à Deer Valley, enfin en coupe du monde il est monté sur son premier podium le 22 décembre 2009 à San Candido avec une troisième place en skicross puis sur deux autres en mars 2011.

## Palmarès

### Jeux olympiques
| Édition/Discipline | Skicross |
| JO 2010            | 20e      |

### Championnats du monde
| Édition/Discipline | Skicross |
| Mondiaux 2005      | 14e      |
| Mondiaux 2011      | 6e       |
| Mondiaux 2013      | 22e      |

### Coupe du monde
- Meilleur classement général : 23e en 2011.
- Meilleur classement en skicross : 8e en 2011
- 3 podiums en skicross.